# Sáregres
Sáregres là một thị trấn thuộc hạt Fejér, Hungary. Thị trấn này có diện tích 26,16 km², dân số năm 2010 là 799 người, mật độ 31 người/km².